# Antoine Pierre Joseph Marie Barnave
Antoine-Pierre-Joseph-Marie Barnave (22. října 1761 Grenoble – 29. listopadu 1793 Paříž) byl francouzský politik období Velké Francouzské revoluce.

## Život
Pocházel z protestantské rodiny. Otec byl právník – žalobce v Grenoblu, matka též pocházela z dobře situované rodiny. Barnave byl vzděláván svou matkou, jelikož jako protestant nesměl navštěvovat školu.
Již od svých 22 let na sebe upozorňoval svým řečnickým uměním a pokrokovými názory. Zasedání generálních stavů bylo zahájeno 5. května 1789 ve Versailles a Barnave byl svou provincií zvolen poslancem za třetí stav. Již od začátku se stal výraznou osobností shromáždění a spřátelil se s předními tribuny tehdejší politické scény. Spolu s Adrienem Duportem a Alexandrem Lamethem vytvořil vlivnou skupinu, která v době Ústavodárného shromáždění byla označována za „Triumvirát“. Účastnil se rozhovorů o požadavcích jednotlivých stavů a podpořil Sieyesův návrh přejmenování shromáždění na Národní shromáždění. Do roku 1791 byl hlavním zástupcem klubu, který později byl znám jako klub jakobínů a vypracoval manifest a stanovy klubu. Třebaže byl zapřisáhlým obráncem svobody, věřil v budoucnost parlamentní monarchie. Zároveň se však podílel i na útocích proti monarchii, kleru, církevním majetkům a provinčním parlamentům. Vedle Mirabeaua byl nejútočnějším řečníkem Národního shromáždění. S Mirabeauem se několikrát v názorech rozešel, zejména debata o právu krále rozhodnout o vyhlášení války (16.–23. května 1791) byla jednou z nejvýraznějších scén tehdejšího Národního shromáždění. Obecně lze říci, že v diskusích bránil monarchii. Stál v čele strany feuillantů, která vznikla rozchodem s jakobíny (dalšími čelnými představiteli strany byli např. Bailly, Sieyes, La Fayette). V srpnu 1790 po ostré debatě podstoupil s J. A. M. Cazalésem souboj, v kterém byl lehce raněn.
Koncem října 1790 byl jmenován prezidentem Národního shromáždění. Při příležitosti smrti Mirabeaua ocenil přínos jeho služby veřejnosti a označil jej jako „Shakespeare řečnického umění“. Při zatčení krále ve Varennes, po pokusu královské rodiny o útěk, byl jedním z třech, kteří krále provázeli při návratu. Během cesty byl hluboce pohnut těžkým osudem Marie Antoinetty a zavázal se učinit vše, co je v jeho silách k ulehčení osudu rodiny. Ve svých plamenných vystoupeních zdůrazňoval nedotknutelnost osoby krále.
Jeho politická kariéra skončila s rozpuštěním Ústavodárného shromáždění a začátkem roku 1792 se vrátil zpět do Grenoblu. Jeho sympatie ke královi a nadstandardní vztahy k jeho rodině, které předložil plán kontrarevoluce i jeho přání ukončení revoluce jej přivedly do podezření ze zrady. Byl v Národním shromáždění denuncován (15. srpna 1792), zatčen a 10 měsíců vězněn v Grenoblu. Poté převezen do Fort Barraux a v listopadu 1793 do Paříže. Tam též stanul 28. listopadu před revolučním tribunálem a na základě písemných dokumentů, nalezených ve vypleněných Tuileriích, byl odsouzen k smrti. Druhý den byl popraven.